# Sörsjön
Sörsjön ist ein Ort (Småort) in der südschwedischen Provinz Dalarnas län und der historischen Provinz Dalarna.
Der Ort liegt am Västerdalälven etwa 100 Kilometer nordwestlich von Malung, dem Zentralort der Gemeinde. Durch Sörsjön führt der Länsväg 311. Sörsjön besaß einen Bahnhof an der stillgelegten und abgebauten Bahnstrecke der Limedsforsen–Särna Järnväg, einer Fortführung der Västerdalsbanan.